# Tomoyuki Kajino
Tomoyuki Kajino (jap. 梶野 智幸, Kajino Tomoyuki; * 11. Juli 1960 in der Präfektur Aichi) ist ein ehemaliger japanischer Fußballspieler.

## Nationalmannschaft
1988 debütierte Kajino für die japanische Fußballnationalmannschaft. Kajino bestritt neun Länderspiele und erzielte dabei ein Tor.